# Гопкінтон (Нью-Йорк)
Гопкінтон (англ. Hopkinton) — місто (англ. town) в США, в окрузі Сент-Лоуренс штату Нью-Йорк. Населення — 1105 осіб (2020).

## Демографія
Згідно з переписом 2010 року, у місті мешкало 1077 осіб у 419 домогосподарствах у складі 303 родин. Було 854 помешкання
Расовий склад населення:
| - 97,3 % — білих - 0,8 % — корінних американців - 0,3 % — чорних або афроамериканців - 1,2 % — осіб інших рас |

До двох чи більше рас належало 0,4 %. Частка іспаномовних становила 1,8 % від усіх жителів.
За віковим діапазоном населення розподілялося таким чином: 25,8 % — особи молодші 18 років, 61,3 % — особи у віці 18—64 років, 12,9 % — особи у віці 65 років та старші. Медіана віку мешканця становила 41,9 року. На 100 осіб жіночої статі у місті припадало 104,8 чоловіків;  на 100 жінок у віці від 18 років та старших — 102,3 чоловіків також старших 18 років.
Середній дохід на одне домашнє господарство  становив 57 053 долари США (медіана — 42 917), а середній дохід на одну сім'ю — 60 132 долари (медіана — 47 857). Медіана доходів становила 48 125 доларів для чоловіків та 32 813 долари для жінок. За межею бідності перебувало 10,2 % осіб, у тому числі 5,1 % дітей у віці до 18 років та 18,4 % осіб у віці 65 років та старших.
Цивільне працевлаштоване населення становило 360 осіб. Основні галузі зайнятості: освіта, охорона здоров'я та соціальна допомога — 30,0 %, сільське господарство, лісництво, риболовля — 15,0 %, роздрібна торгівля — 12,5 %.